# Bombylius minor
Bombylius minor es una especie paleártica de mosca de la familia Bombyliidae.